# Amblyphymus matopo
Amblyphymus matopo är en insektsart som beskrevs av Vitaly Michailovitsh Dirsh 1956. Amblyphymus matopo ingår i släktet Amblyphymus och familjen gräshoppor. Inga underarter finns listade i Catalogue of Life.